# 茎葉体
茎葉体（けいようたい、英: leafy plant, leafy gametophyte, phyllid gametophore）は、コケ植物の配偶体の本体で、茎と葉がはっきり分化した形態のものを指す。この茎と葉を持つ性質を茎葉性（けいようせい）という。「葉」および「茎」は単相（n）である配偶体にできるため、被子植物の持つ複相（2n）の胞子体にできる茎や葉とは根本的に異なっている。茎葉体の葉は被子植物の葉と区別し、特に phyllid（あるいは phyllidium) と呼び分けられる。
茎葉体 (cormus) という語自体は1836年にシュテファン・エンドリヒャーが提唱した概念で、当初はコケ植物と維管束植物両方に適用されたものである。コケ植物は蘚類、苔類、ツノゴケ類の大きく3つの系統に分かれているが、そのうち蘚類と苔類の多くが茎葉体を持つ。残りの苔類とツノゴケ類の配偶体の本体は葉状体からなる。
コケの胞子が発芽すると、まず原糸体と呼ばれる配偶体を形成する。蘚類の原糸体はクロロネマとカウロネマの2型がある。この原糸体（カウロネマ）が分枝して、茎葉体が形成される。茎葉体は茎葉を形成し、先端に配偶子を内包する造卵器と造精器を形成する。また、茎葉体からは原糸体に似た糸状の組織である仮根（かこん、rhizoid）が伸びる。造卵器や造精器を囲む葉は普通の葉と形態が異なり、苞葉（ほうよう、bract）と呼ばれる。

## 蘚類

### 茎

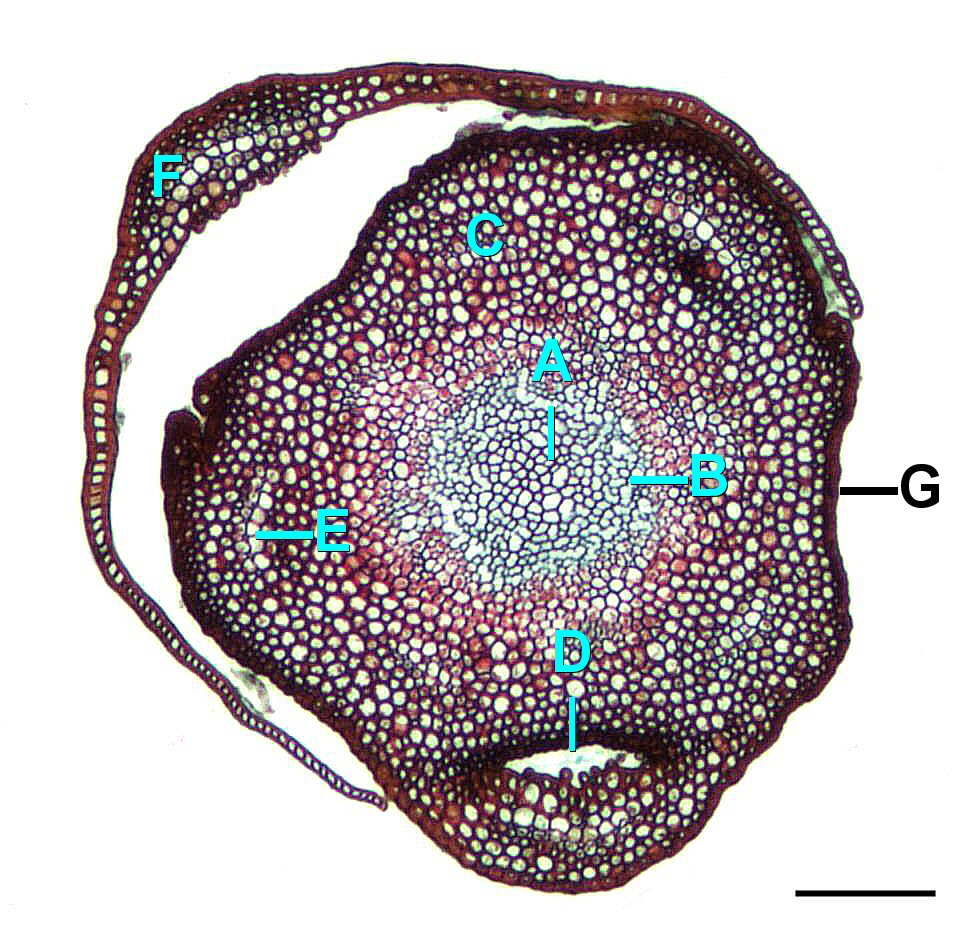
蘚類の茎葉体の横断面。
A ハイドロイド、 B レプトイド、C 皮層、D, E 葉に入る通導組織、F 葉、G 表皮。スケールバーは 0.2 mm。

蘚類の茎は3層の組織分化が見られ、最外層を表皮、その内側を皮層（ひそう、cortex）、中心に中心束（ちゅうしんそく、central strand；導束、conducting bundle）がある。ただし、中心束は発達しない種もある。中心束は水通導組織であり、ハイドローム（hydrome）とも呼ばれる。このハイドロームを構成する細胞は周辺よりも細胞壁が薄く、死細胞となっており、ハイドロイド（hydroid）と呼ばれる。スギゴケ類では水通導細胞は周囲の細胞より細胞壁が厚くなる。
茎の横断面は円形または楕円形である。表皮細胞のサイズは分類形質となる。
スギゴケ属 Polytrichum やニワスギゴケ属 Pogonatum などスギゴケ類の茎の構造はコケ植物の中で最も複雑である。ウマスギゴケ Polytrichum commune などの茎には水の通導を担う中央の中心束のほかに、有機物の通導を担うレプトーム（leptome）と呼ばれる栄養輸送組織がある。レプトームはレプトイド（leptoid）と呼ばれる栄養輸送細胞からなる。

### 葉

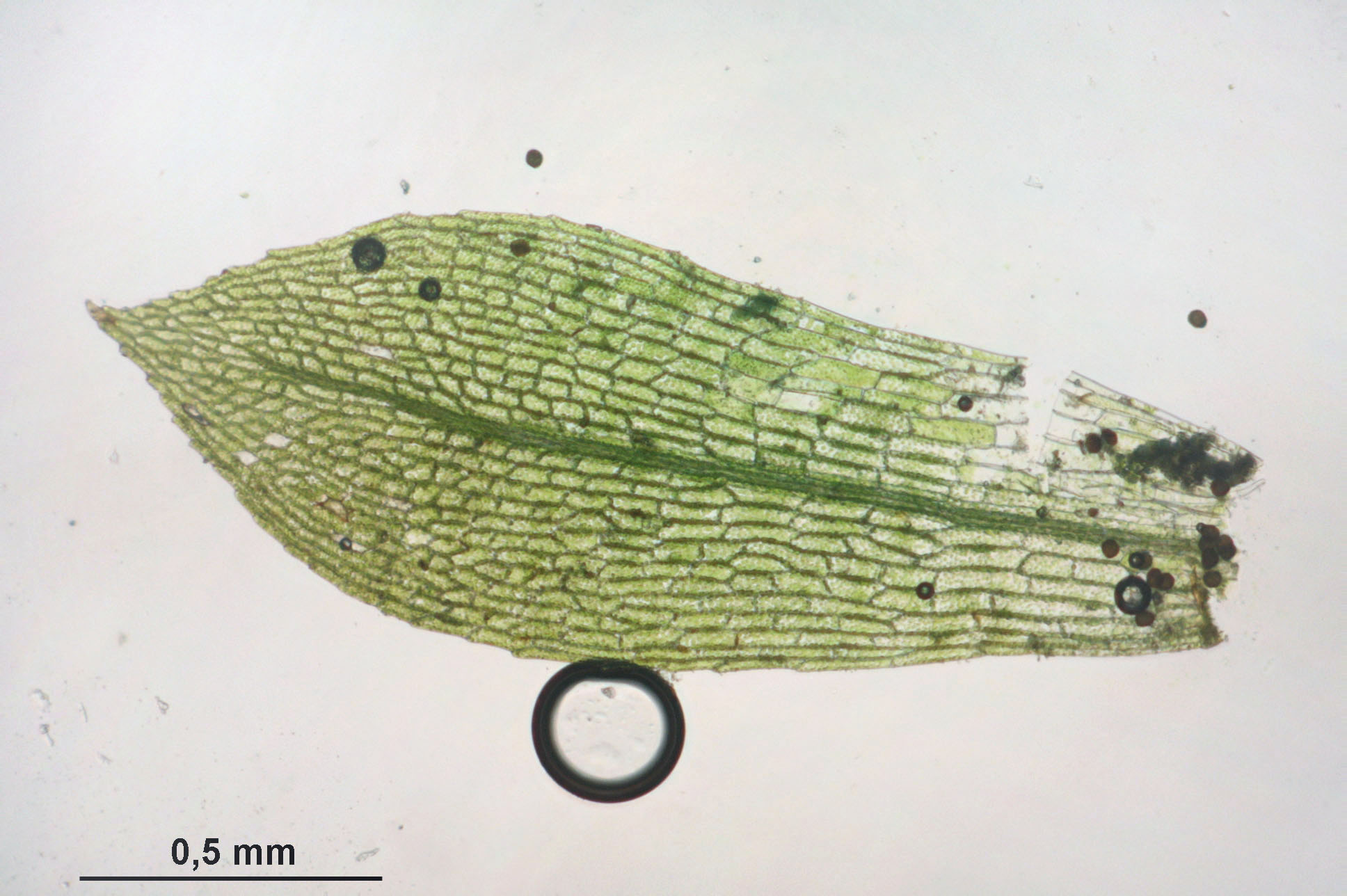
ヒメツリガネゴケ の茎葉体から切り離した葉。中肋がある。

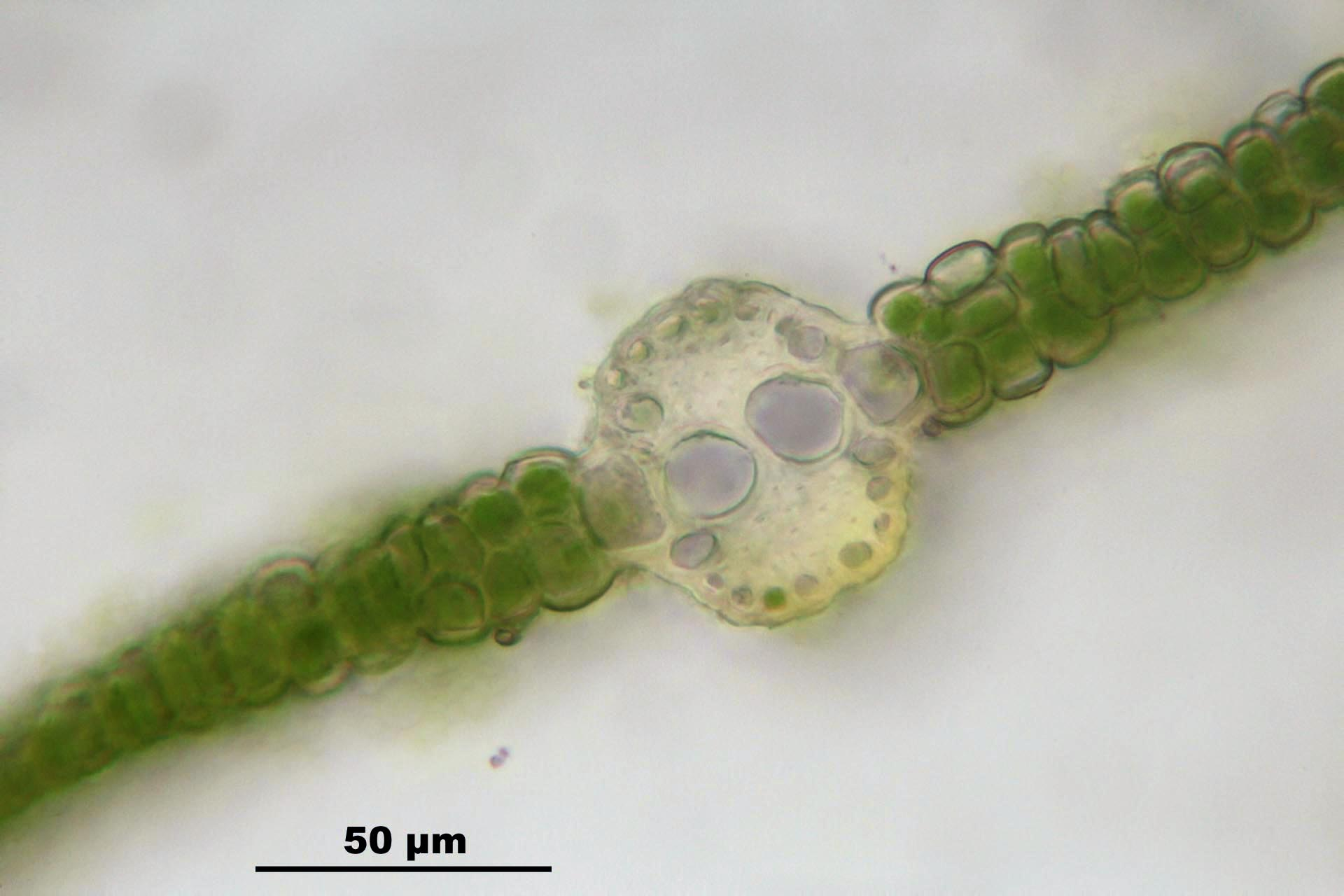
トサカホウオウゴケ の葉の断面。中肋はハイドロイド細胞などに分化し、葉身は1細胞層からなる。

蘚類の葉は被子植物とは異なる発生機構によって形成されている。葉の形態は多様であるが、長さ10 mm以下で左右相称のものが多い。しかし、葉を左右に展開する対生や3列縦生のものでは明瞭に非相称な葉を持つ。ホウオウゴケ属 Fissidens の葉は特殊で、基部の茎に接する部分が2枚の腹翼（ふくよく、vaginant lamina）となり、アヤメの葉のように抱茎する。
葉の先端の形状も多様で、尖るものが多いが、円形のもの、切形のものがある。
蘚類の葉の中央には基部から葉先の方向に多細胞性の葉脈状構造である中肋（ちゅうろく、costa, nerve, midrib）を持つものも多い。中肋の長さは種によって異なり、頂端付近まで伸びるものや基部のみにあるもの、先端から芒状に突出するもの、二叉するものなどがある。一般に、中肋は多層の細胞からなり、背腹の外側に表皮細胞、中央に大きな数個のガイドセル（guide cell、ハイドロイド）と、その上下にある小型で厚壁のステライド（stereid）の2種類の組織から構成される。中肋は維管束植物が持つ葉脈形成と共通の、VNS や HD-ZIP III といった転写因子による制御機構を持っていることが分かっている。中肋は茎のハイドロームとつながるものもあれば、繋がらないものもある。ヒメツリガネゴケではつながらない。
スギゴケ科の中肋の腹面には薄板（うすいた、lamella、ラメラ）が縦に何列も並んでいる。薄板は葉緑体に富み、2–10細胞分の高さがある。細胞数は種によってほぼ一定であり、特に最上端の細胞の横断面の形は分類形質となる。
また、モデル植物であるヒメツリガネゴケ Physcomitrium patens（ヒョウタンゴケ科） の葉では、GRASファミリーの LATERAL SUPPRESSOR（LAS）のオルソログである PpLAS が発現している。
葉縁には多くの種で歯状の突起がある。これは単細胞のものが多いが、数細胞からなる鋭い鋸歯を持つ種も存在する。ナメリチョウチンゴケ Mnium lycopodioides では、2個の鋸歯が対になってつく。コツボゴケ Plagiomnium acutum やナミガタタチゴケ Atrichum undulatum の葉縁には葉身細胞とは異なる細長い細胞からなる帯状の舷（げん、margin, border）と呼ばれる部分がある。舷の細胞は淡色で、葉緑体に富む葉身部の細胞から明瞭に区別できる。葉縁はタチヒダゴケ属 Orthotrichum やハリガネゴケ属 Bryum などに挙げられる多くの種で背軸側へ巻くが、イボタチゴケモドキ Oligotrichum やスギゴケ Polytrichum juniperinum など少数の種で向軸側に巻く。
また、蘚類の葉は基部と葉身部に分けられ、細胞の形が異なることも多い。基部の細胞の多くは矩形か線形で、葉緑体が少ない。葉身部の細胞の形状は多様性に富み、六角形、菱形、方形、矩形、円形、線状菱形など種ごとに様々である。細胞の大きさは数µmから数十µmのことが多いが、アブラゴケ Hookeria acutifolia の葉身細胞では長さが100 µmを超すことがある。葉身細胞の表面は、平滑なものもあるが、様々な構造が付属するものもある。レンズ状に膨らんだものをマミラ（mammilla）、細かい疣をパピラ（papilla、乳頭とも）、パピラより小さい微小突起をベルカ（verruca）という。このうちマミラは蘚類のみに使われる。葉の基部の左右の隅、翼部（よくぶ、basal angle）にある細胞は翼細胞（よくさいぼう、alar cell）と呼ばれる。

### 葉序

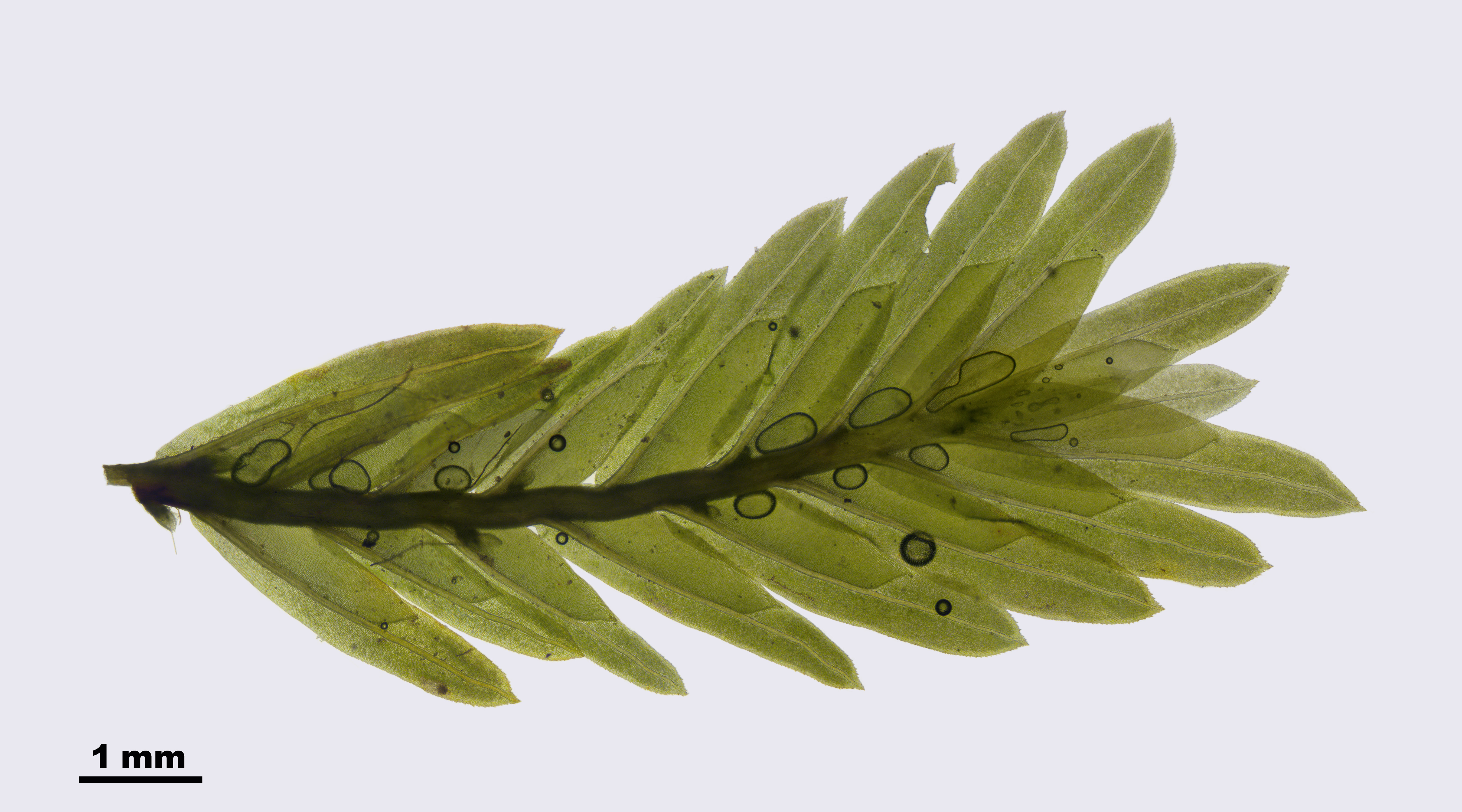
トサカホウオウゴケ の茎葉体。葉が左右2列に配列する。

葉は茎に螺旋状に付く。多くは螺旋葉序であるが、対生や1/3葉序のものも存在する。例えば、ヒラゴケ属 Neckera の数種は4列の葉が扁平に付く。ホウオウゴケ属 Fissidens やケキンシゴケ Distichium capillaceum では、葉が左右2列に配列する。ヨツバゴケ属 Tetraphis では、葉は3列に並ぶ。クジャクゴケ属 Hypopterigium やシバゴケ Racophilum aristatum では、茎の左右に並ぶ2列の側葉に加え、腹側または背側に小形の葉があり、3列となる。クジャクゴケ属では腹側にある腹葉で、シバゴケでは背側にある背葉である。

### 付属体
蘚類の多くの種の茎の表面には毛状か小さな葉状の毛葉（もうよう、paraphyllium）がある。毛葉には普通、葉緑体が存在する。毛葉の形態は単一の毛状か枝分かれした毛状のことが多く、毛葉を構成する細胞それぞれに1個ずつのパピラがある種もある。毛葉の有無はシノブゴケ科における、属や種を表徴する分類形質となる。
匍匐性の茎を持つ種では、側枝の原基は茎の左右に規則的に配列することが多く、その周囲に毛葉に似た偽毛葉（ぎもうよう、pseudoparaphyllium）がみられることもある。偽毛葉の有無や形状はシトネゴケ目における属や種を表徴する分類形質となる。

### 仮根
蘚類の茎の下部には1列に並んだ複数の細胞からなる糸状の仮根があり、基質に付着する。組織の分化は見られず、普通褐色でしばしば分枝する。またフェルト状に集まって茎の中部までを覆うことがあり、匍匐性の茎を持つもので頂端付近や葉の表面にも仮根を生ずる。細胞と細胞の間には斜めの仕切りがある。

### 発生
蘚類、特にヒメツリガネゴケの茎葉体は、配偶体の別のステージである原糸体のカウロネマ細胞が形成した側枝始原細胞から、約5%の確率でオーキシンの作用により転写因子ABPが誘導され、茎葉体頂端幹細胞になることで形成される。茎葉体頂端幹細胞から切り出された細胞はセグメント細胞と呼ばれ、並層分裂を行って先端側と基部側の2つの娘細胞を形成する。そのうち基部側の細胞は茎の表皮細胞となる。先端側の細胞は垂層分裂を行い、形成された茎葉体頂端幹細胞に近い方の細胞が葉頂端幹細胞となる。葉頂端幹細胞は2面切り出しの頂端幹細胞で、1枚の全ての葉を形成する。ヒメツリガネゴケの最初に形成される3枚程度の葉は中肋を作らない幼若葉で、続いて中肋が途中まで伸びる中間葉を形成し、その後成熟葉を形成する。葉頂端幹細胞から形成された細胞もセグメント細胞と呼ばれる。セグメント細胞の最初の分裂は放射分裂で、内側（medial）と外側（lateral）の細胞に分かれる。幼若葉では内側の細胞は分裂を停止し、外側の細胞が放射分裂あるいは垂層分裂して、1細胞層からなる葉身を形成する。成熟葉では、外側の細胞は幼若葉と同様の分裂をし、内側の細胞が並層分裂を2回繰り返して3細胞層となり、中央の細胞がハイドロイド細胞、レプトイド細胞、厚壁細胞などに分化する。

### 生殖器官
茎葉体は配偶体であるため、造卵器と造精器が形成される。造卵器には細い頸部があり、フラスコ状となっている。茎葉体の造卵器や造精器は茎や枝の頂端につくことが多いが、葉腋にできることもある。長さは100 µm 程度で、基部の膨出部に1個の卵細胞が入っている。胞子体の成長に伴い、造卵器の腹部の壁が胞子体とともに持ち上げられ、蒴の頂部を覆うようになった部分を帽（ぼう、calyptra、カリプトラ）と呼ぶ。
蘚類の頸部は6列の細胞からなり、造卵器の周囲を普通葉と形状が異なる苞葉（雌苞葉、perichaetial leaf）が包んでいる。雌雄異株または雌雄同株で異苞 (autoicous) の場合、造精器も雄苞葉（ゆうほうよう、perigonial leaf）に包まれていることが多い。造卵器や造精器は側糸と混生することが多い。

## 苔類
苔類では、その大半の種が属するウロコゴケ目（ツボミゴケ目）が茎葉体からなる。苔類において、分枝型が非常に重要な形質となる。

### 茎

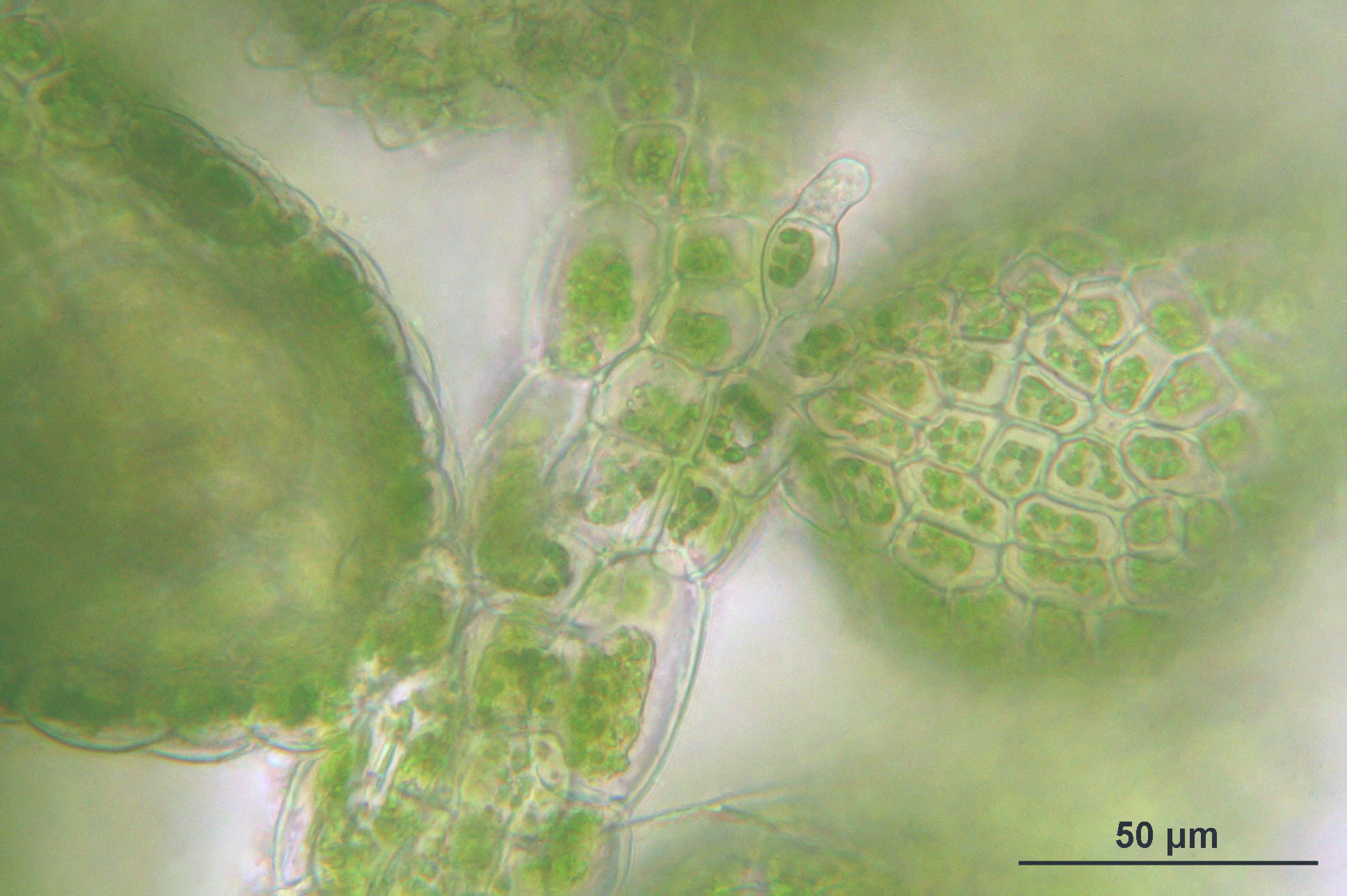
ヒメクサリゴケ属の一種 の茎葉体。茎は極めて単純。

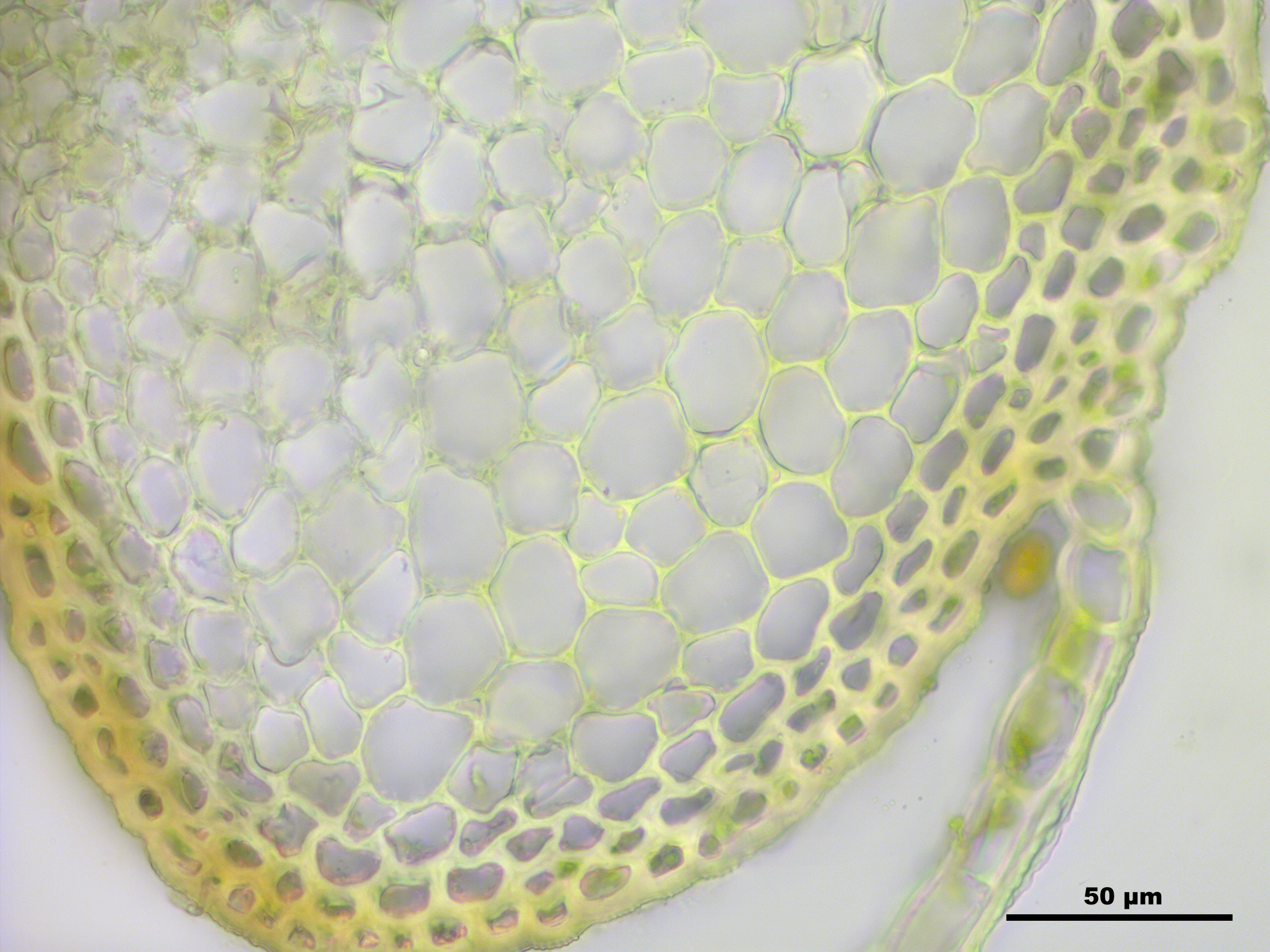
ヒシャクゴケ属 の茎の横断面。内外2種類の細胞層からなる。

苔類の茎は蘚類の茎に比べ構造が簡単で、何れも中心束（導束）を持たない。その中でも、ヒメクサリゴケ属 Cololejeunea の茎の横断面は等大の6細胞からなり、最も単純である。これよりも複雑なものでは、内外で細胞層が分化している。クサリゴケ属 Lejeuneaでは、外側は厚い褐色の細胞で構成される表皮、内側は小形の細胞からなる髄層に分化している。ハネゴケ属 Plagiochila の1種では、外側に厚壁で小型の細胞、中心に大型の細胞が分化している。
苔類は中心束を持たないものの、コマチゴケ目では、茎の中央にハイドロームに似た水通導組織を分化させている。コマチゴケ目は苔類の最基部で分岐し、蘚類もハイドロームを持つことから、蘚類と苔類の共通祖先で水通導組織を獲得したと考えられている。

### 分枝
茎葉体の分枝では、茎や枝の頂端細胞が切り出した細胞が分裂する際、どの時期に枝となる頂端細胞ができるかで型に分けられている。枝の起源が分裂初期にできる場合は頂生分枝（頂端分枝）といい、枝の付け根に襟を持たない無襟分枝である。対して、分裂中期以降にできる場合は側生分枝（介在分枝、節間分枝）という。側生分枝では茎の皮層や表皮に新たに枝の分裂組織ができることが多く、その場合枝の基部に茎の皮層や表皮などの組織からなる襟（えり）を持つ有襟分枝である。頂生分枝は必ず無襟分枝であるが、側生分枝は有襟分枝とは限らない。
分枝型は枝が茎のどこに位置しているかや始原細胞が何に由来するかによって異なる。位置は側面、腹面、背面につくことがあり、起源は、側葉、腹葉、茎の表皮、茎の皮層、茎の髄などのことがある。以下の分枝型が知られる。このうち、ヤスデゴケ型、ハネゴケ型、ムチゴケ型は多くの分類群に見られるが、その他はごく少数の分類群にのみみられる。
| 分枝     | 分枝型               | 起源となる細胞 | 枝の位置 |
| -------- | -------------------- | -------------- | -------- |
| 有襟分枝 | クチキゴケ型         | 茎の髄         | 背面     |
| 有襟分枝 | ムチゴケ型           | 茎の髄         | 腹面     |
| 有襟分枝 | ハネゴケ型           | 茎の髄         | 側面     |
| 有襟分枝 | クサリゴケ型         | 茎の皮層       | 側面     |
| 有襟分枝 | ブリオプテリス型     | 茎の皮層       | 側面     |
| 無襟分枝 | コマチゴケ型         | 茎の皮層       | 側面     |
| 無襟分枝 | ハッコウダゴケ型     | 茎の表皮       | 側面     |
| 無襟分枝 | ケビラゴケ型         | 茎の表皮       | 側面     |
| 無襟分枝 | ヤスデゴケ型         | 側葉           | 側面     |
| 無襟分枝 | ミジンコゴケ型       | 側葉           | 側面     |
| 無襟分枝 | コスギバゴケ型       | 側葉           | 側面     |
| 無襟分枝 | アクロマスティグム型 | 腹葉           | 腹面     |

### 葉

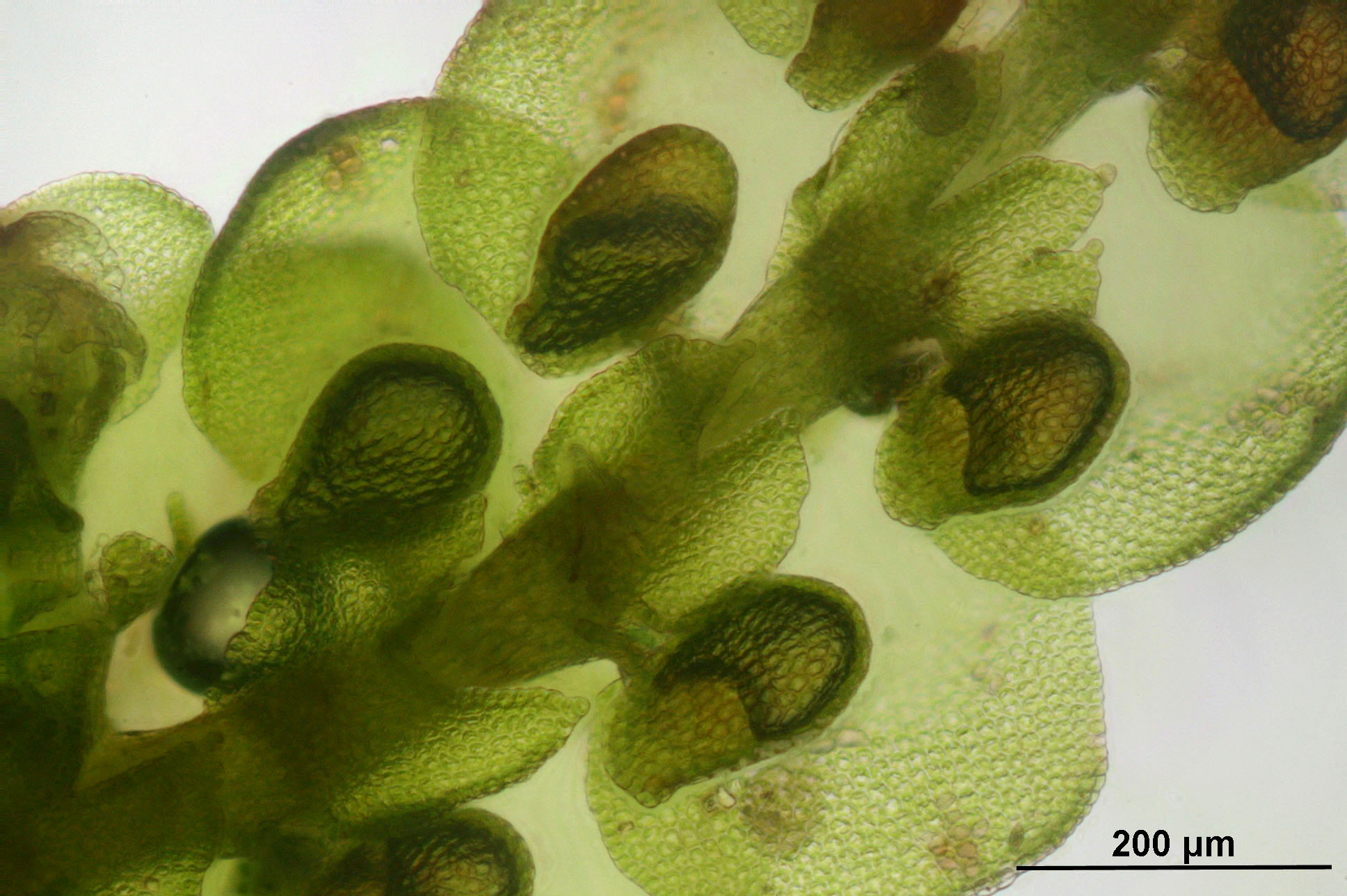
シダレヤスデゴケ の側葉と腹葉。色の濃い部分は側葉の腹片で、円筒形。

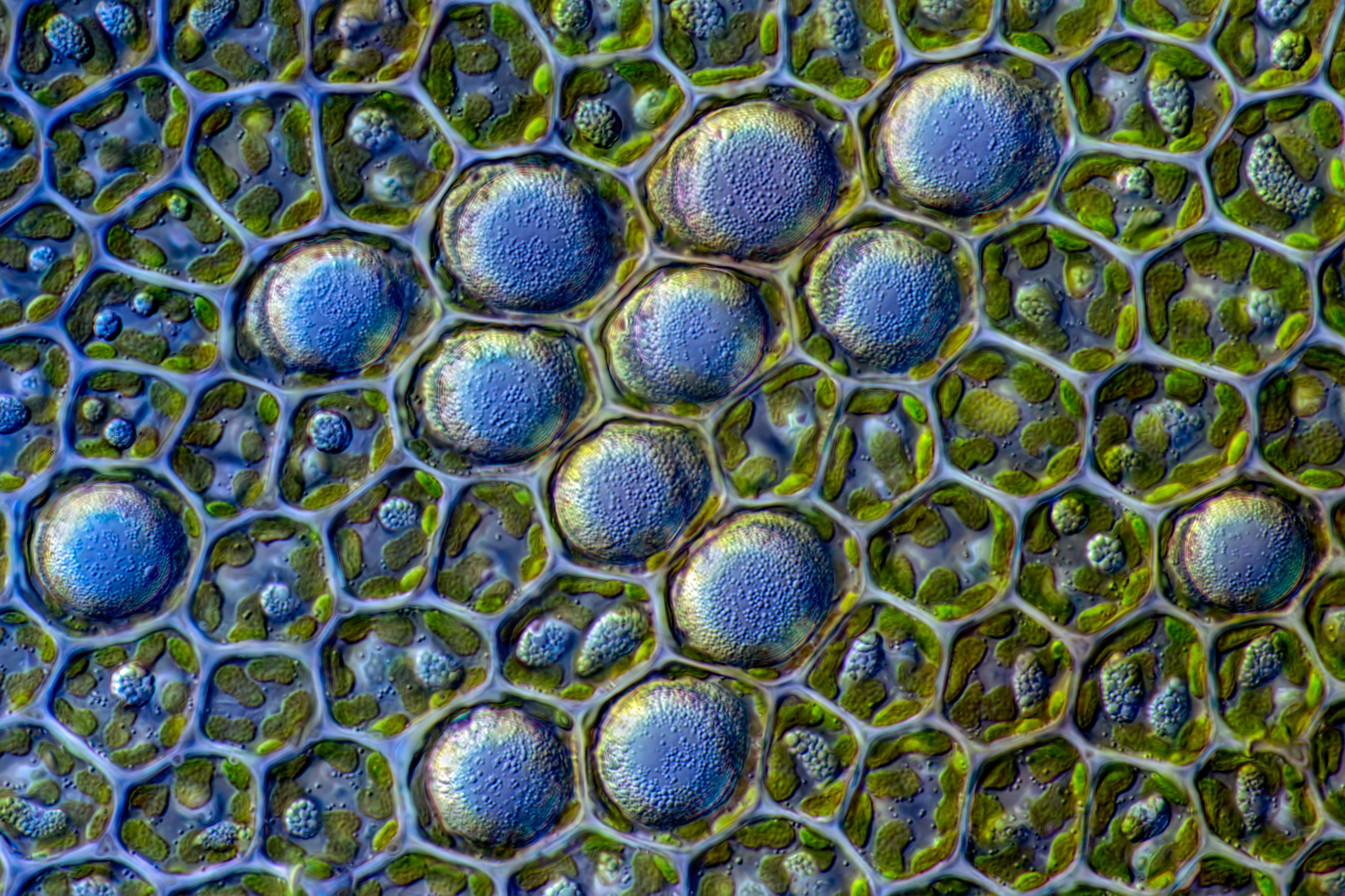
ヤスデゴケ属の一種 に見られる眼点細胞。

多くの苔類は、側葉と腹葉の2種類の葉を持っている。葉の形状は、1枚の葉が2裂するか、細かい裂片に分かれているものが多い。
側葉（そくよう、lateral leaf）は茎や枝の側方に2列に並ぶ。側葉の多くは卵形、円形、楕円形で、長さは普通1–8 mm 程度である。クサリゴケ科の微小な種では、長さ数十µm のものもある。側葉の縁には鋸歯があることが多く、その形や数、大きさが分類形質となる。側葉は多くの種で2–4裂する。2裂するものでは、2つの裂片の大きさが著しく異なって、1つの裂片が他方に折り込まれることがあり、ヒシャクゴケ科、ヤスデゴケ科、クサリゴケ科など多くの科に見られる。腹側の裂片を腹片（ふくへん、ventral lobe）または下片、背側の裂片を背片（はいへん、dorsal lobe）または上片と呼ぶ。クサリゴケ科などの多くの科では腹片が背片よりも小型になることが多いが、ヒシャクゴケ科では腹片の方が大きくなる。ヤスデゴケ科やクサリゴケ科では、小型の腹片が袋状になることも多い。腹片の基部には糸状の細胞がついていることがあり、これを柱状細胞（stylus、スチルス）と呼ぶ。葉が二つに折り畳まれているときの折れ目はキール（keel）と呼ばれる。
腹葉（ふくよう、underleaf, amphigastrium）は腹側に1列に並ぶ。一般に側葉よりも小さく、左右相称である。腹葉は退化したものもある。キリシマゴケ属 Herbertus では、腹葉と側葉がほぼ同形同大となる。
葉の個々の細胞の角の部分の細胞壁が肥厚し、トリゴン（trigon）と呼ばれる構造体を作る。また多くの苔類で、葉身細胞には油体（ゆたい、oil-body）と呼ばれる細胞内小器官が存在する。油体は一重膜で包まれた粒で、テルペン類からなることが多い。ヤスデゴケ属 Frullania の葉に見られる油体の充満した細胞を眼点細胞（がんてんさいぼう、ocellus、オセルス）という。
蘚類とは異なり葉に中肋はないが、中央部にビッタ（vitta）と呼ばれる細長い細胞が分布することがある。眼点細胞やビッタは1細胞層であるため、中肋とは区別される。また、表面は蘚類の葉と同様に、平滑であることやパピラやベルカがあるものがある。
苔類の葉原基は2細胞起源である。但し、コマチゴケ目では蘚類と同じく1細胞起源である。

### 葉序

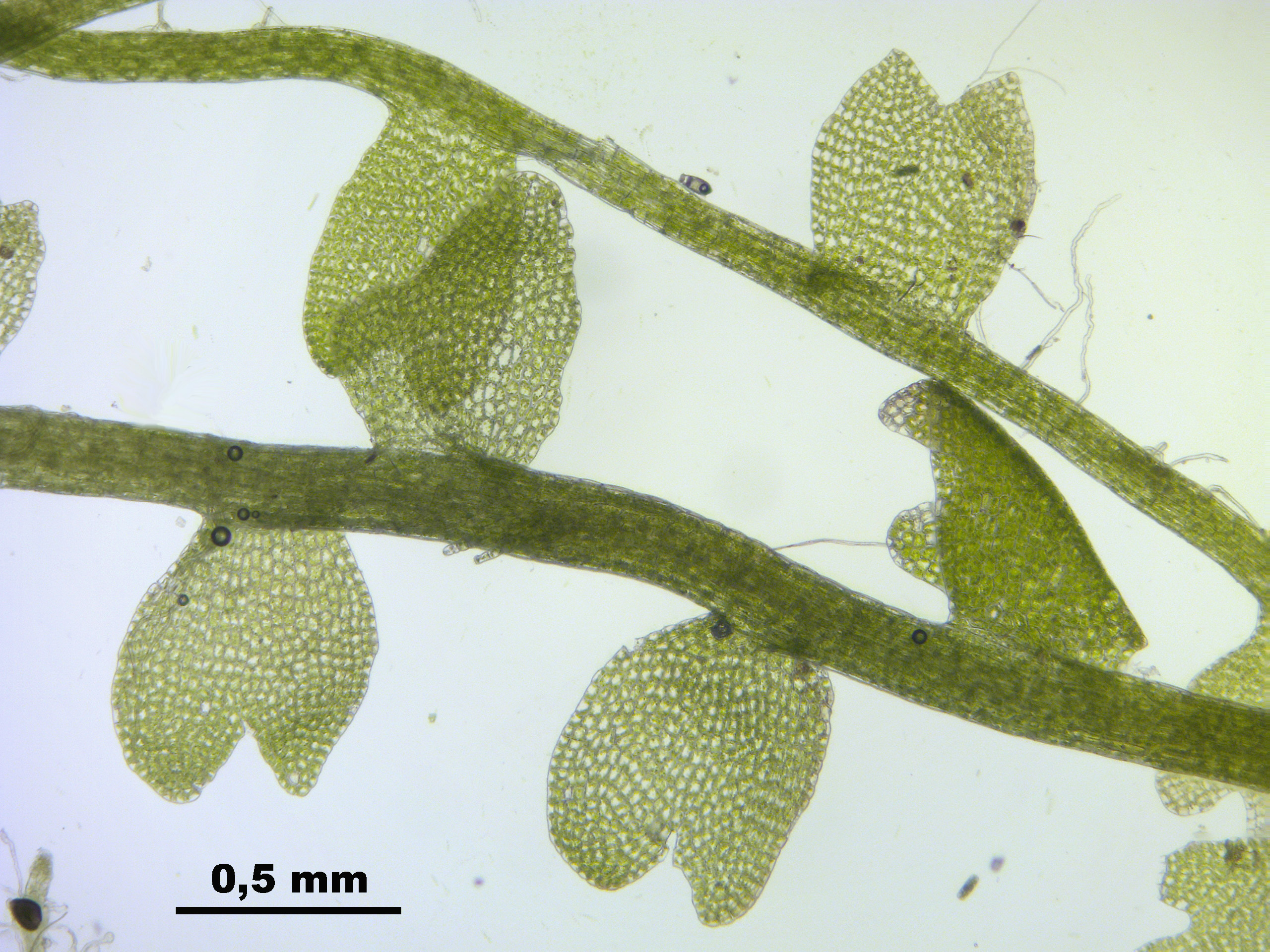
ウキヤバネゴケ の茎葉体。葉は広く開出、離在する。

苔類の葉は茎に規則正しく2–3列に付くため、左右相称となる。茎の頂端細胞の3分裂面からそれぞれ1枚の葉が作られるため、3列の葉序ができる。2列の場合は腹葉が退化し、側葉のみになることでできている。
また、苔類の茎葉体における葉の付き方は属や種の表徴形質となる。葉の基部が茎や枝と交わる線を付着線という。付着線と茎との関係は、茎に横につく、茎に斜めに付く、茎にほぼ縦につく、の大きく3つに分けられる。斜めに付く場合、更に葉の重なり方によって瓦状と倒瓦状の2つに分けられる。瓦状（かわらじょう、succubous）は匍匐茎の先端部を前にして上から見たとき、屋根瓦と同様に、基部側の葉の上部が頂端側の葉に覆いかぶさるようになっているもので、倒瓦状（とうかわらじょう、incubous）はその反対で、基部の葉に頂端側の葉が覆いかぶさるようになっているものである。
また、茎に対する開度は、扁向（偏向）および開出と表現される。また葉の間隔は接在、離在と表現される。

### 仮根

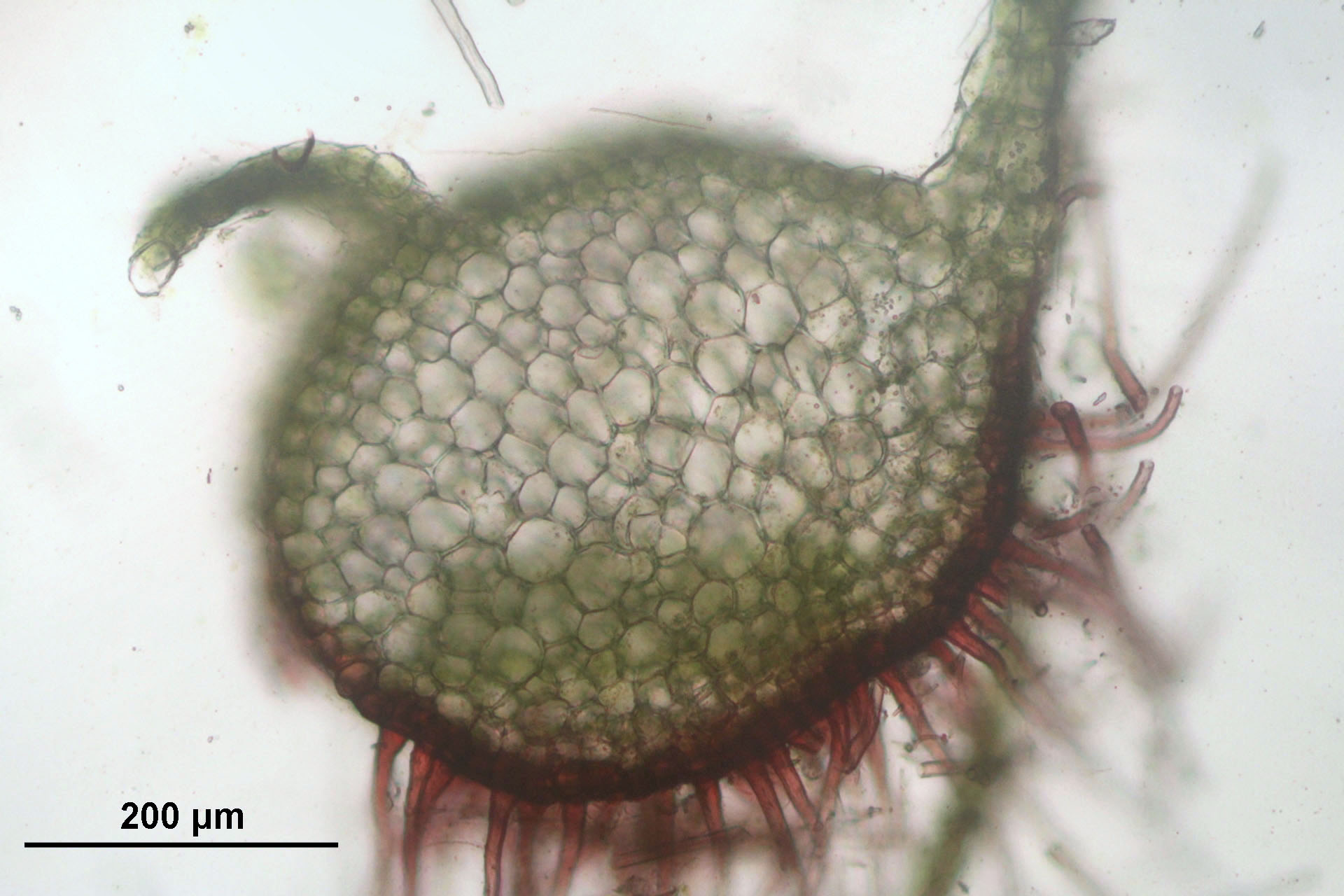
タカネイチョウゴケ属の一種 の茎の横断面。腹面に1細胞からなる仮根が生える。

苔類の仮根は全て、単一の細胞が伸長したものである。そのため、分枝はしない。茎葉状の苔類の仮根は茎の下の方につくが、匍匐する種では茎の腹側一面についていることもある。ツキヌキゴケ属 Calypogeia やアカウロコゴケ属 Nardia などでは必ず腹葉の付け根に、コモチハネゴケ属 Xenochila などでは必ず葉の付け根の腹縁につく。

### 生殖器官
苔類の造卵器には、花被（かひ、perianth、ペリアンス）、カリプトラ（calyptra）、雌苞葉（しほうよう、perichaetial leaf）という保護器官がある。ただし、コマチゴケ Haplomitrium mnioides などは造卵器が裸出し、保護器官をもたない。花被は雌苞葉とカリプトラの間にあり、袋状で上部に口がある。カリプトラは造卵器の腹部が発達したもので、花被と胞子体の間にある。造卵器の細胞に由来するカリプトラを真正カリプトラ、周囲の茎の細胞も形成に関与する場合シュートカリプトラ（shoot calyptra）という。
花被や花被の下にある苞葉、茎、カリプトラなど厚い多肉質の袋となるものをペリギニウム（perigynium）と呼ぶ。ツキヌキゴケ属 Calypogeia などのウロコゴケ目のペリギニウムは特にマルスピウム（marsupium）と呼ばれ、よく発達し、下曲して土の中に入り、表面に仮根がある。カリプトラが発達しないペリギニウムはシーロカウレ（coelocaule）と呼ばれ、茎が多肉質になる。
茎葉状の苔類には造精器の保護器官として雄苞葉がある。